# Pauline Picard
Pour les articles homonymes, voir Picard (homonymie).
Pauline Picard (Saint-Gabriel-Lalemant (Québec), 27 avril 1947 - Drummondville, 29 juin 2009) est une femme politique fédérale du Québec. 

## Biographie
Elle fut députée à la Chambre des communes du Canada, représentant la circonscription québécoise de Drummond sous la bannière du Bloc québécois d'octobre 1993 à octobre 2008.
Pauline Picard était depuis août 2004 whip adjointe du Bloc québécois lorsqu'elle quitte la politique pour des raisons personnelles. Le 29 juin 2009, moins d'un an plus tard, elle succombait à un cancer du poumon à l'Hôpital Sainte-Croix de Drummondville à l'âge de 62 ans.